# Площина Немицького
У топології площиною Немицького або площиною Мура називається топологічний простір, що є прикладом цілком регулярного гаусдорфового простору, що не є нормальним. 

## Означення
Якщо {\displaystyle \Gamma } є замкнутою верхньою півплощиною, тобто {\displaystyle \Gamma =\{(x,y)\in \mathbb {R} ^{2}|y\geq 0\}}, то на ній можна задати топологію за допомогою бази околів для точок {\displaystyle {\mathcal {B}}(p,q)} як:
- Елементами база околів у точках виду {\displaystyle (x,y)} де {\displaystyle y>0} є відкриті круги на площині із достатньо малими радіусами щоб ці круги належали {\displaystyle \Gamma }.
- Елементами база околів у точках виду {\displaystyle p=(x,0)} є множини виду {\displaystyle \{p\}\cup A} де A є відкритим кругом у верхній півплощині, що є дотичним до осі x у точці p.

Тобто, база околів складається із множин виду
{\displaystyle {\mathcal {B}}(p,q)={\begin{cases}\{U_{\epsilon }(p,q):=\{(x,y):(x-p)^{2}+(y-q)^{2}<\epsilon ^{2}\}\mid \epsilon >0\},&\ q>0;\\\{V_{\epsilon }(p):=\{(p,0)\}\cup \{(x,y):(x-p)^{2}+(y-\epsilon )^{2}<\epsilon ^{2}\}\mid \epsilon >0\},&\ q=0.\end{cases}}}
Індукована топологія на відкритій півплощині {\displaystyle \Gamma \backslash \{(x,0)|x\in \mathbb {R} \}} при цьому є рівною індукованій топології відкритої площини як підпростору площини із стандартною топологією породженою евклідовою метрикою.

## Властивості
- Площина Немицького {\displaystyle \Gamma } є сепарабельною, тобто для неї існує зліченна щільна підмножина.
- Площина Немицького є цілком регулярним гаусдорфовим простором, що не є нормальним простором.
- Підпростір {\displaystyle \{(x,0)\in \Gamma |x\in R\}} простору {\displaystyle \Gamma } із індукованою топологією є дискретним простором. Отже площина Немицького є прикладом того, що підпростір сепарабельного простору не обов'язково є сепарабельним простором.
- Площина Немицького задовольняє першу аксіому зліченності але не задовольняє другу аксіому зліченності і не є простором Лінделефа.
- Площина Немицького не є локально компактним простором.
- Площина Немицького є зліченно метакомпактною але не метакомпактною.

## Доведення, що площина Немицького не є нормальним простором
Зліченна множина {\displaystyle S:=\{(p,q)\in \mathbb {Q} \times \mathbb {Q} :q>0\}} точок із раціональними координатами є щільною у {\displaystyle \Gamma }. Оскільки кожна неперервна функція {\displaystyle f:\Gamma \to \mathbb {R} } повністю визначається своїм обмеженням на {\displaystyle S}, тому може бути щонайбільше {\displaystyle |\mathbb {R} |^{|S|}=2^{\aleph _{0}}} неперервних дійснозначних функцій на {\displaystyle \Gamma }.
З іншого боку дійсна пряма {\displaystyle L:=\{(p,0):p\in \mathbb {R} \}} є замкнутим дискретним підпростором {\displaystyle \Gamma } із {\displaystyle 2^{\aleph _{0}}} точками. Тому існує {\displaystyle 2^{2^{\aleph _{0}}}>2^{\aleph _{0}}} неперервних функцій із L у {\displaystyle \mathbb {R} }. Відповідно не всі ці неперервні функції можна продовжити до неперервних функцій на M.
Оскільки згідно теореми Тітце про продовження всі дійснозначні неперервні функції на замкнутій підмножині нормального простору можна продовжити до неперервних функцій на всьому просторі то M не є нормальним простором.